# Virgin Mountain
Virgin Mountain (Fúsi) è un film del 2015 diretto da Dagur Kári.

## Trama
Un uomo islandese, asociale e introverso, vive con la madre e fa l'addetto di scalo in un aeroporto vicino a casa: i suoi passatempi sono pochi, fra cui le battaglie in miniatura e ascoltare la radio. Un giorno ha la possibilità di uscire dalla routine grazie ad un coupon che lo invita ad un corso di danza, e l'incontro con una persona nuova lo porterà a dare un nuovo senso alla sua esistenza.